# 스벤 메드베섹
스벤 메드베섹(Sven Medvešek, 1965년 1월 1일 ~ )은 크로아티아의 배우이다.

## 영화
- 투와이스 본 (2012년)
- 맥스 슈멜링 (2010년)
- 캡틴 아메리카 (1990년)
- 로젠크란츠와길덴스턴은죽었다 (1990년)
- 사관과 장미 (1987년)